# Peter Strieder
Peter Strieder (* 15. Mai 1952 in Nürnberg) ist ein ehemaliger Landespolitiker und früherer Chef der Berliner SPD. Er ist der Sohn des Kunsthistorikers Peter Strieder (1913–2013).

## Leben
Peter Strieder studierte von 1972 bis 1978 Rechtswissenschaften an der Universität Regensburg. Im Anschluss absolvierte er sein Referendariat am Kammergericht und legte das zweite juristische Staatsexamen ab. Von 1980 bis 1992 war Peter Strieder Richter in Berlin. 1992 erfolgte seine Wahl zum Bezirksbürgermeister von Berlin-Kreuzberg. Dieses Amt hatte er bis 1996. Danach übernahm er das Amt als Senator für Stadtentwicklung (Bauen, Wohnen, Verkehr, Umweltschutz). Seit 2004 arbeitet Peter Strieder als Rechtsanwalt bei der Ketchum GmbH.

## Partei
Strieder ist seit 1972 Mitglied der SPD.
Nach der Wahl Walter Mompers zum Spitzenkandidaten der Berliner SPD wurde Strieder im Januar 1999 zum Landesvorsitzenden seiner Partei gewählt.

## Öffentliche Ämter
1992 wurde Strieder zum Bezirksbürgermeister von Berlin-Kreuzberg gewählt, musste das Amt jedoch nach der Berlinwahl 1995 wieder abgeben, da die SPD im Bezirk ihre Mehrheit verloren hatte. Stattdessen wurde er am 26. Januar 1996 als Senator für Stadtentwicklung, Umweltschutz und Technologie in den Senat des Regierenden Bürgermeisters Eberhard Diepgen (CDU) gewählt. Dieses Amt wurde ihm nach der Berlinwahl am 10. Oktober 1999 erneut übertragen, jedoch firmierte es nunmehr unter der Ressortbezeichnung „Senatsverwaltung für Stadtentwicklung“. Auch erhielt er bei der Wahl ein Mandat im Abgeordnetenhaus, welches er nach der Wahl zum Senator wieder abgab. Im Rahmen der Berliner Bankenkrise im Jahr 2001 kam es zum Bruch der seit 1991 regierenden Großen Koalition, die in einem Misstrauensvotum gegen den bisherigen Regierenden Bürgermeister Diepgen und der Wahl des SPD-Fraktionsvorsitzenden Klaus Wowereit zu dessen Nachfolger mündete. Wowereit und die SPD bildeten dabei einen Rot-Grünen Minderheitssenat, der von der PDS toleriert wurde. An dieser politischen Entwicklung war Peter Strieder federführend beteiligt. Auch behielt er unter Klaus Wowereit sein bisheriges Ressort bei und blieb auch nach den Neuwahlen am 21. Oktober 2001 Stadtentwicklungssenator, diesmal in einer rot-roten Koalition.

## Tempodrom-Affäre und Rücktritt
In seine Zeit als Senator fielen Planung und Bau des Tempodroms, dessen Finanzierung insgesamt strittig war. Auch der Betrieb konnte ohne Subventionen nicht finanziert werden. Nachdem die Staatsanwaltschaft Ermittlungen aufgenommen hatte, gab Strieder am 7. April 2004 alle politischen Ämter auf. Dies betraf den SPD-Landesvorsitz, das Senatsressort, sein Mandat im Berliner Abgeordnetenhaus und seine Aufgabe als Wahlmann in der Bundesversammlung. Die Ermittlungen wurden im Jahr 2007 eingestellt.

## Nach der Politik
Strieder beriet die F100 Investment AG, der es gelang, die im Bebauungsplan vorgeschriebene Schaffung von Wohnraum am Leipziger Platz (Berlin) zu umgehen.
Seit seinem Rücktritt ist Peter Strieder als Politikberater tätig und arbeitet aktuell als Seniorpartner am Berliner Standort von Ketchum GmbH. Er ist Mitglied des Aufsichtsrats des Berliner Projektentwicklers EUREF AG. Im Frühjahr 2020 forderte Strieder in einem Artikel in der „Zeit“ die Entfernung der Skulpturen der NS-Zeit im Berliner Olympiagelände und entfachte damit eine weitere Debatte um den Umgang mit den materiellen Zeugnissen des Nationalsozialismus.